# مارک رؤیا
مارک رؤیا (انگلیسی: Marc Rovirola؛ زادهٔ ۱۲ سپتامبر ۱۹۹۲) بازیکن فوتبال اهل اسپانیا است.
از باشگاه‌هایی که در آن بازی کرده‌است می‌توان به باشگاه فوتبال فوئنلابرادا و باشگاه فوتبال ژیرونا اشاره کرد.